# Avia BH-25

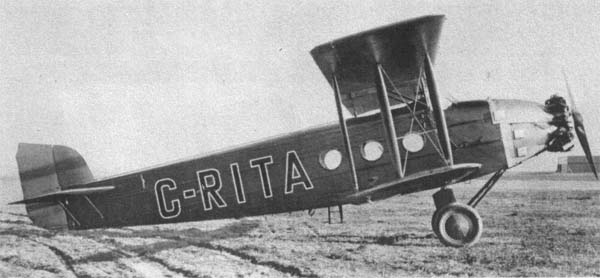
Avia BH-25 (C-RITA)

De Avia BH-25 is een Tsjechoslowaaks dubbeldekker passagiersvliegtuig gebouwd door Avia. De BH-25 is ontworpen door Pavel Beneš en Miroslav Hajn. Het toestel vloog de eerste vlucht in het jaar 1926. Er zijn in totaal 12 BH-25’s gebouwd.
Zoals de meeste passagiersvliegtuigen uit die tijd was ook dit toestel uitgerust om vijf passagiers tijdens de vlucht te huisvesten in de romp. De piloten zaten in een open cockpit erboven. Beide vleugels waren bij de BH-25 even lang en de BH-25 had net als zoveel vliegtuigen uit die tijd een achterwiel.
In 1936 werden de BH-25’s uitgefaseerd, waarna enkele werden gebruikt door het leger, waarna ze hun einde vonden als lesdoelen.

## Versies

### BH-25l
De BH-25l is de originele versie van de BH-25. Het toestel zou namelijk eerst met een Lorraine-Dietrich motor gaan vliegen in plaats van de Jupiter motoren waar ze uiteindelijk mee in dienst kwamen.

### BH-25j
De BH-25j was de uiteindelijke versie die door ČSA en SNNA in dienst werd genomen. Deze versie is uitgerust met een bij Walter gebouwde Bristol Jupiter motor.

## Specificaties (BH-25j)
- Bemanning: 2 piloten

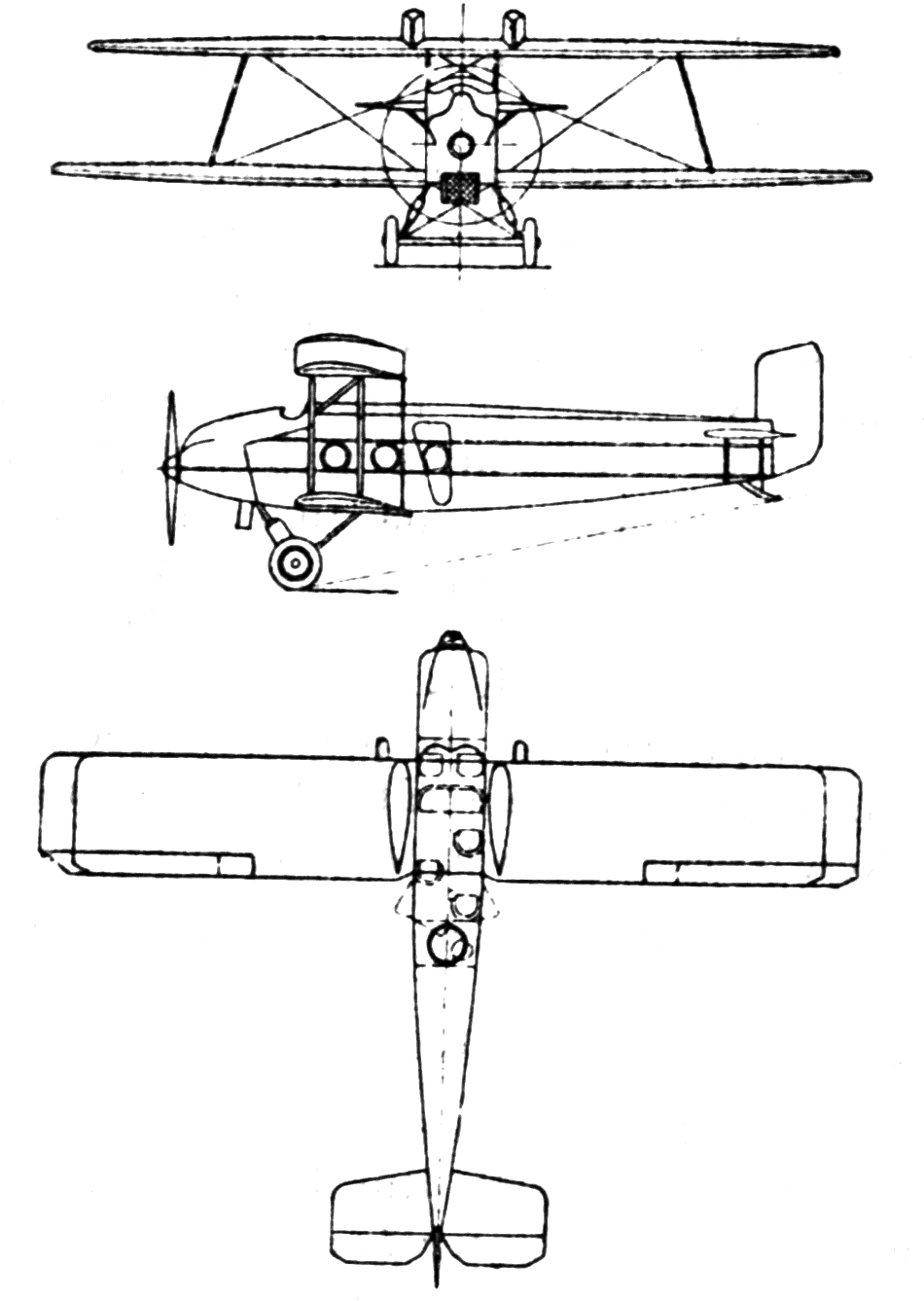
Avia BH-25

- Capaciteit: 5 passagiers en 100 kg aan bagage
- Lengte: 12,82 m
- Spanwijdte: 15,3 m
- Vleugeloppervlak: 62,5 m2
- Leeggewicht: 1 800 kg
- Volgewicht: 2 900 kg
- Motor: 1× door Walter gebouwde Bristol Jupiter stermotor, 340 kW (450 pk)
- Maximumsnelheid: 180 km/h
- Vliegbereik: 600 km
- Plafond: 6 000 m
- Klimsnelheid: 1,7 m/s

## Gebruikers
- Tsjechoslowakije
  - ČSA - 8 stuks
- Roemenië
  - SNNA - 4 stuks